# Повесть о Пташкине
«Повесть о Пташкине» — советская трагикомедия 1964 года, снятая Борисом Крыжановским на Киевской киностудии им. А. П. Довженко по сценарию Николая Омельченко.
Премьера состоялась 22 марта 1965 года. Фильм посмотрели 7,1 млн зрителей.

## Сюжет
Простой пожарник Яша Пташкин мечтает о подвигах, но его выдуманные истории никто не принимает всерьёз. Он влюблен в медсестру Феню, но самому нравится врач Вика. В попытках привлечь внимание Вики, Пташкин оказывается в нелепых ситуациях, которые только отпугивают её. Однако, когда на газопромысле происходит настоящий пожар, Пташкин проявляет героизм и спасает жизнь человека, что наконец позволяет ему завоевать сердце Вики. В итоге, Яша Пташкин становится героем не только в выдуманных историях, но и в реальной жизни.

## В ролях
| Актёр               | Роль          |
| ------------------- | ------------- |
| Владимир Антонов    | Яша Пташкин   |
| Виктория Духина     | Вика          |
| Олег Комаров        | Доня          |
| Люсьена Овчинникова | Феня          |
| Николай Гринько     | Понедельник   |
| Владимир Олексеенко | Чаговец       |
| Михаил Кириллов     | Позычин       |
| Мотеюс Валанчюс     | Николай       |
| Лев Перфилов        | пионервожатый |
| Геннадий Болотов    | шофёр         |

## Съёмочная группа
- Режиссёр: Борис Крыжановский
- Сценарист: Николай Омельченко
- Оператор: Лев Штифанов
- Художник: Георгий Прокопец
- Звукорежиссёр: Константин Коган
- Композитор: Евгений Зубцов